# Landtag de Liechtenstein
A Dieta (Landtag) é a sede do poder legislativo do Principado de Liechtenstein, é composto por 25 conselheiros eleitos por representação proporcional divididos em 2 círculos eleitorais para mandatos de 4 anos, seu atual presidente é Albert Frick.